# Olympische Sommerspiele 1904/Teilnehmer (Großbritannien)
| Gelbes Symbol für Goldmedaillen mit stilisierten Olympischen Ringen | Graues Symbol für Silbermedaillen mit stilisierten Olympischen Ringen | Braundes Symbol für Bronzemedaillen mit stilisierten Olympischen Ringen |
| ------------------------------------------------------------------- | --------------------------------------------------------------------- | ----------------------------------------------------------------------- |
| 1                                                                   | 1                                                                     | —                                                                       |

Das Vereinigte Königreich nahm an den Olympischen Sommerspielen 1904 in St. Louis, Vereinigte Staaten von Amerika, mit einer Delegation von sechs Sportlern (allesamt Männer) an vier Wettbewerben in drei Sportarten teil. Es konnten zwei Medaillen (je einmal Gold und Silber) gewonnen werden. Jüngster Athlet war der Golfer Simpson Foulis (20 Jahre und 239 Tage), ältester Athlet war der Golfer Frederick Newbery (39 Jahre und 313 Tage). Es war die zweite Teilnahme an Olympischen Sommerspielen für das Land.

## Medaillengewinner

### Gold
| Tom Kiely | Leichtathletik | Zehnkampf |

### Silber
| John Daly | Leichtathletik | 2590 Meter Hindernis |

## Teilnehmer nach Sportarten

### Fechten
- Wilfred Holroyd
  - Florett

Runde eins: ausgeschieden in Gruppe zwei (Rang drei), ein Duell gewonnen – zwei verloren

### Golf
- Simpson Foulis
  - Einzel

Qualifikation: 174 Schläge, Rang 16, für das Finale qualifiziert
Runde eins: 89 Schläge, Rang 22
Runde zwei: 85 Schläge, Rang 13
Finale: Rang neun

- Frederick Newbery
  - Einzel

Qualifikation: 201 Schläge, Rang 54, nicht für das Finale qualifiziert
Runde eins: 99 Schläge, Rang 53
Runde zwei: 102 Schläge, Rang 55

### Leichtathletik
- John Daly
  - 2590 Meter Hindernislauf

Finale: 7:40,6 Minuten, Rang zwei

- Jack Holloway
  - Zehnkampf

Finale: 5273 Punkte, Rang vier
100 Yards Lauf: 769 Punkte, drei Fuß Rückstand, Rang zwei
120 Yards Hürdenlauf: 590 Punkte, 16 Fuß Rückstand, Rang vier
880 Yards Gehen: 717 Punkte, 3:59,0 Minuten, Rang zwei
1 Meile Lauf: 589 Punkte, 5:40,0 Minuten, Rang zwei
Gewichtweitwurf: 222 Punkte, 5,98 Meter, Rang vier
Hammerwurf: 342 Punkte, 27,51 Meter, Rang fünf
Hochsprung: 672 Punkte, 1,68 Meter, Rang eins
Kugelstoßen: 320 Punkte, 10,01 Meter, Rang sechs
Stabhochsprung: 568 Punkte, 2,89 Meter, Rang zwei
Weitsprung: 484 Punkte, 5,53 Meter, Rang vier

- Tom Kiely
  - Zehnkampf

Finale: 6036 Punkte, Rang eins 
100 Yards Lauf: 713 Punkte, elf Fuß Rückstand, Rang drei
120 Yards Hürdenlauf: 670 Punkte, 17,8 Sekunden, Rang eins
880 Yards Gehen: 717 Punkte, 3:59,0 Minuten Rang eins
1 Meile Lauf: 534 Punkte, 5:51,0 Minuten, Rang vier
Gewichtweitwurf: 684 Punkte, 8,91 Meter, Rang eins
Hammerwurf: 706 Punkte, 36,76 Meter, Rang eins
Hochsprung: 480 Punkte, 1,52 Meter, Rang fünf
Kugelstoßen: 448 Punkte, 10,82 Meter, Rang drei
Stabhochsprung: 472 Punkte, 2,74 Meter, Rang drei
Weitsprung: 612 Punkte, 5,94 Meter, Rang zwei